# Родригес, Берни
Бернардо Родригес Ариас (исп. Bernardo Rodríguez Arias, род. 7 июня 1980, Малага, Испания) — испанский профессиональный баскетболист, игравший на позицих лёгкого форварда и атакующего защитника.

## Клубная карьера
Баскетбольную карьеру Родригес начал в клубе «Малага Б» второго дивизиона чемпионата Испании, фарм-клубе первой команды «Малага» в сезоне 1998-99. Уже в следующем сезоне игрок смог попасть в основной состав «Малаги».
В июне 2012 года после 13 сезонов в «Малаге» Родригес принял решение покинуть клуб. За большой вклад в развитие клубного баскетбола было принято решение изъять из обращения и сохранить номер 5 за Родригесом.
В августе этого же года игрок подписал контракт с другим испанским клубом «Мурсия», где решил выступать под номером 41.

### Международная карьера
На международном уровне Родригес начал выступать за сборную Испании, начиная с юношеских и молодёжных команд. В составе юношеской сборной является чемпионом Европы и мира. В дальнейшем попал в основную сборную. Выступал на чемпионате мира 2006 года, чемпионате Европы 2007 года, Олимпиаде 2008 года.

## Достижения

### Клубные
«Малага» :
- Обладатель Кубка Корача : 2001
- Обладатель Кубка Короля : 2005
- Чемпион Испании : 2006

### Международные
Сборная Испании :
- Чемпион Европы среди юношей до 18 лет : 1998
- Чемпион мира среди юношей до 19 лет : 1999
- Бронзовый призёр чемпионата Европы среди молодёжных команд до 20 лет : 2000
- Чемпион мира : 2006
- Серебряный призёр Олимпийских игр : 2008
- Серебряный призёр чемпионата Европы : 2007